# WWF This Tuesday in Texas
This Tuesday in Texas fue un evento pago por visión de lucha libre profesional producido por la World Wrestling Federation (WWF). Tuvo lugar el 3 de diciembre de 1991 desde el Freeman Coliseum en San Antonio, Texas.
El evento fue un intento de poner el martes como noche secundaria de PPV. Una reacción displicente y una desilucionante tasa de compra dejaron el experimento en fracaso y la empresa nunca volvería a realizar un PPV en ese día hasta casi trece años después con Taboo Tuesday.

## Resultados
- Dark match: The Harris Brothers (Don and Ron) derrotaron a Brian Donahue y Brian Costello
- Dark match: Sir Charles derrotó a Dale Wolfe
  - Charles cubrió a Wolfe
- Dark match: Chris Walker derrotó a Brian Lee
  - Walker cubrió a Lee
- Dark match: Chris Chavis derrotó a JW Storm
  - Chavis cubrió a Storm
- Dark match: Ric Flair derrotó a Roddy Piper
  - Flair cubrió a Pipper apoyándose en las cuerdas
- Bret Hart derrotó a Skinner reteniendo el Campeonato Intercontinental de la WWF
  - Hart forzó a Skinner a rendirse con un "Sharpshooter"
- Randy Savage derrotó a Jake Roberts
  - Savage cubrió a Roberts después de un "flying elbow drop"
  - Después de la lucha, Roberts atacó a Savage.
- Davey Boy Smith derrotó a The Warlord (con Harvey Wippleman)
  - Smith cubrió a Warlordcon un "crucifix pin"
- Ted DiBiase & The Repo Man (con Sensational Sherri) derrotaron a El Matador Tito Santana & Virgil
  - DiBiase cubrió a Virgil después de un ataque de Repo Man
- Hulk Hogan derrotó a The Undertaker (con Paul Bearer) ganando el Campeonato de la WWF
  - Hogan cubrió a Undertaker con un "Roll-Up" después de lanzarle ceniza a los ojos